# معاداة السامية في المملكة المتحدة

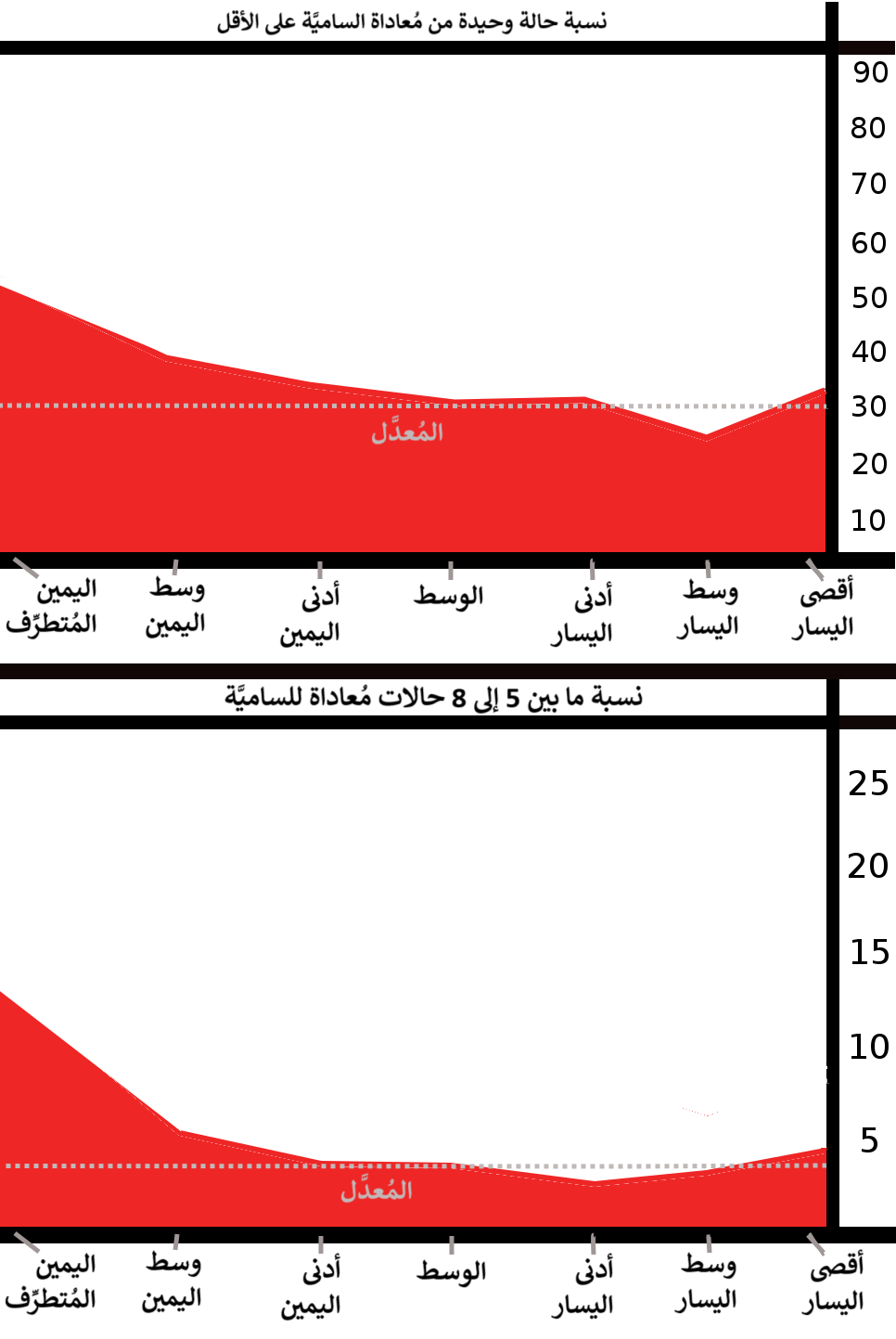
المواقف المعادية للسامية في المملكة المتحدة حسب الموقف السياسي 2017

تشير معاداة السامية في المملكة المتحدة إلى الكراهية والتمييز ضد اليهود في بريطانيا. أسفر التمييز والعداء ضد مجتمع اليهود منذ إنشائه عام 1070 عن سلسلة من المذابح في عدة مناسبات وترحيلهم من البلاد في عام 1290. أٌعيد إدخالهم من قبل أوليفر كرومويل في عام 1655.
في القرن التاسع عشر، أدى التسامح المتزايد للأقليات الدينية إلى القضاء تدريجيًا على القيود القانونية فيما يخصّ العمالة العامة والتمثيل السياسي لهم. ومع ذلك، كان يُنظر إلى الممولين اليهود من قبل البعض على أن لهم تأثير مفرط على سياسة الحكومة، وخاصة فيما يتعلق بالإمبراطورية البريطانية والشؤون الخارجية.
أثارت الهجرة اليهودية الكبيرة من أوروبا الشرقية في السنوات التي سبقت الحرب العالمية الأولى بعض المعارضة وأدت بشكل متزايد إلى تقييد قوانين الهجرة. وبشكل مشابه، أطلقت حركة فاشية ناشئة في الثلاثينيات من القرن العشرين حملات معادية للسامية كانت مصحوبة بسياسة حكومية لتقييد تدفق اللاجئين اليهود من المناطق التي يسيطر عليها النازيّون. بغض النظر عن التعاطف مع اليهود الذي تلا الهولوكوست، فقد بقيت القيود المفروضة على الهجرة إلى فلسطين البريطانية، بينما تسببت الهجمات الصهيونية على القوات البريطانية في فلسطين في عام 1947 بعض العداوة تجاههم.
في النصف الثاني من القرن العشرين، في الوقت الذي أصبح فيه المجتمع اليهودي مقبولًا بشكل عام، استمرت المشاعر المعادية للسامية داخل الفاشية البريطانية وغيرها من الجماعات اليمينية المتطرفة. في القرن الحادي والعشرين، عندما كان مستوى معاداة السامية هو من بين أدنى مستوياته في العالم، كان هناك نزعة لزيادة التعبير اللاسامي من قبل أفرادٍ، معظمه على وسائل التواصل الاجتماعي ومتعلق بإسرائيل.

## القرن الحادي والعشرين

### تحليل